# 17e Landingsflottielje
Het 17e Landingsflottielje (Duits: 17. Landungsflottille) was een operationele eenheid van de Duitse Kriegsmarine tijdens de Tweede Wereldoorlog. Zo’n flottielje was normaal uitgerust met onder andere 20 tot 30 stuks van de Marinefährprahm. 

## Geschiedenis

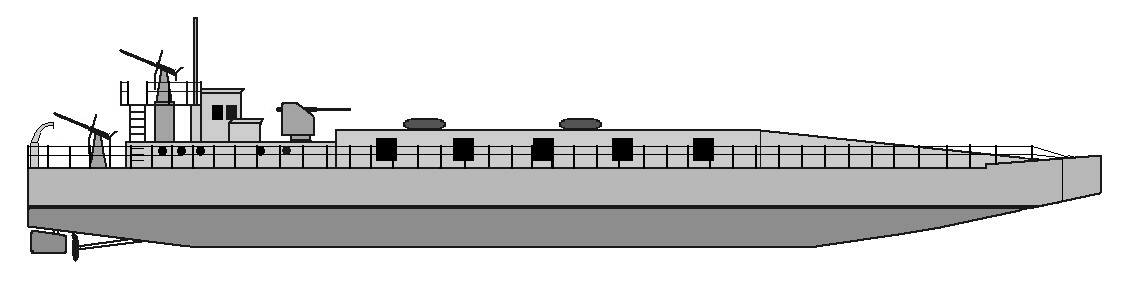
De standaarduitrusting: de Marinefährprahm

Het flottielje werd opgericht in december 1941 / januari 1942 in Swinemünde opgericht vanuit delen van het Erprobungsverband Ostsee, dat vanuit Riga was teruggekeerd. Het trainingsflottielje had een sterkte van ongeveer 1.800 man. Het leidde maritiem en technisch personeel op voor frontlinieflottieljes bestemd voor de Noordelijke IJszee. Maandelijks zouden ongeveer 400 man een training volgen. Vanaf april 1942 zette het flottielje de 21. en 27e Landingsflottieljes op. In mei 1942 werd het verdeeld in de flottieljestaf en zes groepen. 

### Einde
Het 17e Landingsflottielje werd opgeheven op 1 oktober 1942, nadat de vorming van de 22e en 23e Landingsflottieljes was voltooid.

## Commandanten
| Rang                         | Naam                     | Begin         | Eind           |
| ---------------------------- | ------------------------ | ------------- | -------------- |
| Korvettenkapitän             | Erich Brauneis           | december 1941 |                |
| Korvettenkapitän der Reserve | Dipl.Ing. Fritz Apitzsch | april 1942    | 1 oktober 1942 |